# Compton-Gletscher
Der Compton-Gletscher ist ein 5 km langer Gletscher auf der Insel Heard im südlichen Indischen Ozean. Er fließt von den unteren Hängen des Big Ben in nordöstlicher Richtung zur Nordostküste der Insel, wo er in die Compton-Lagune zwischen dem Gilchrist Beach und dem Fairchild Beach mündet.
Der US-amerikanische Robbenfängerkapitän H. C. Chester benannte 1860 den unteren Abschnitt des Gletschers auf einer Kartenskizze als Morgan’s Iceberg. Teilnehmer einer Kampagne im Rahmen der Australian National Antarctic Research Expeditions nahmen 1948 eine Vermessung vor und identifizierten die eigentliche Natur dieses geografischen Objekts. Sie benannten den Gletscher nach George Spencer Compton (1921–2010), einem ihrer Assistenzgeodäten.